# Пјер Мињони
Пјер Мињони (фр. Pierre Mignoni; 28. фебруар 1977) бивши је професионални рагбиста и некадашњи репрезентативац Француске.

### Клупска каријера
Играо је на позицији демија, а целу професионалну каријеру провео је у Француској, играјући за Тулон, Дакс, Клермон и Безиерс. Као играч освојио је један трофеј, европски челинџ куп са Клермоном. Након што је престао да игра рагби, почео је да ради као тренер халфова у Тулону.

### Репрезентација Француске
У дресу рагби репрезентације Француске дебитовао је против Румуније у октобру 1997. Био је део селекције Француске на два светска првенства (1999, 2007). На светском првенству 1999, играо је у мечевима против Намибије и Канаде. Играо је и у тест мечевима против Новог Зеланда, Самое и Велса исте године. Освојио је гренд слем са Француском 2002. За "галске петлове" је укупно одиграо 28 тест мечева и постигао 30 поена.

## Успеси
Куп европских изазивача у рагбију са Клермоном 2007.
Титула првака Европе са Француском 2002, 2007.